# 钝羽对囊蕨
钝羽对囊蕨（学名：[Deparia conilii] 错误：{{Lang}}：文本有斜体标记（帮助））也称钝羽假蹄盖蕨，为蹄盖蕨科对囊蕨属下的一个种。